# Medalles del Cercle d'Escriptors Cinematogràfics de 1963
La cerimònia de lliurament de les medalles del Cercle d'Escriptors Cinematogràfics de 1963 va tenir lloc el 23 de gener de 1964 al Cinema Rialto de Madrid. Va ser el dinovè lliurament de aquestes medalles atorgades per primera vegada divuit anys abans pel Cercle d'Escriptors Cinematogràfics (CEC). Els premis tenien per finalitat distingir als professionals del cinema espanyol i estranger pel seu treball durant l'any 1963. Després del repartiment de premis es va projectar el film 5 Branded Women, dirigit per Martin Ritt.
Encara que van desaparèixer les medalles als millors decorats i a la millor pel·lícula hispanoamericana, el nombre de premis va augmentar pel fet que el Premi Antonio Barbero es va concedir a quatre persones. La Medalla a la millor labor periodística va passar a denominar-se Premi José de la Cueva. Els guardons van estar molt repartits, si bé destaquen els tres premis obtinguts per Del rosa al amarillo, primera pel·lícula del director i guionista Manuel Summers i els dos del peculiar musical Los Tarantos.

## Llista de medalles
| Categoria                        | Premiat                            | Labor premiada                    |
| -------------------------------- | ---------------------------------- | --------------------------------- |
| Millor pel·lícula                | Los Tarantos                       | Pel·lícula                        |
| Millor director                  | José Antonio Nieves Conde          | El diablo también llora           |
| Millor interpretació femenina    | Julia Gutiérrez Caba               | Nunca pasa nada                   |
| Millor interpretació masculina   | Julián Mateos                      | Young Sánchez                     |
| Millor fotografia                | Juan Julio Baena                   | Cerca de las estrellas            |
| Millor música                    | José Buenagu                       | El valle de las espadas           |
| Millor argument original         | Rafael Azcona Luis García Berlanga | El verdugo                        |
| Millor guió                      | Manuel Summers                     | Del rosa al amarillo              |
| Premi José de la Cueva           | Carlos Fernández Cuenca            |                                   |
| Millor pel·lícula estrangera     | El apartamento                     | pel·lícula                        |
| Premi Antonio Barbero (Director) | Manuel Summers                     | Del rosa al amarillo              |
| Premi Antonio Barbero (Operador) | Luis Enrique Torán                 | El próximo otoño                  |
| Premi Antonio Barbero (actriu)   | María Jesús Corchero               | Del rosa al amarillo              |
| Premi Antonio Barbero (Actor)    | Daniel Martín                      | Los Tarantos                      |
| Millor labor periodística        | Martín Abizanda                    |                                   |
| Millor curtmetratge              | La gran respuesta                  | (De J. Font-Espina i Jordi Feliu) |